# Nathaniel George Philips
Vous lisez un « bon article » labellisé en 2020.
Pour les articles homonymes, voir Philips.
Nathaniel George Philips, né le 9 juin 1795 à Manchester et mort le 1er août 1831  à Liverpool, est un peintre et graveur britannique.
Il est le fils d'un officier supérieur qui est également collectionneur, entre autres, d'œuvres d'art. Nathaniel George étudie la médecine mais se consacre finalement à l'art. Exposant d'abord en Angleterre, il se rend ensuite en Italie et devient membre de l'Académie de Saint-Luc. À son retour dans son pays natal, il s'établit à Liverpool et est membre de son Academy. Il meurt célibataire dans cette ville.
Cet artiste laisse des œuvres réalisées aux moyens de différentes techniques, parmi lesquelles des gravures sur cuivre, des eaux-fortes ainsi qu'un dessin en sépia.

## Biographie
Nathaniel George Philips naît le 9 juin 1795 à Manchester. Ses parents, John Leigh Philips, Esq. (1761-1814), fin lettré, amateur d'art, ami de Joseph Wright of Derby, et son épouse, Caroline Renny (1770-1834), ont cinq enfants, ils lui laissent toute latitude pour s'adonner à sa vocation artistique. Il est le troisième, et plus jeune fils, ; son frère John étant né le 8 février 1791 et Henry le 23 juin 1792. Son père, issu d’une famille associée aux filatures de Manchester, outre une grande popularité qu'il s'était acquise en tant que lieutenant-colonel commandant des volontaires de Manchester et de Salford pendant la Deuxième Coalition, s'était constitué une remarquable collection de livres, de tableaux et d'autres œuvres d'art qui, à sa mort en 1814, est dispersée lors d'une vente qui dure dix-neuf jours. 
Après des études au lycée de Manchester, Nathaniel George entre à l'université d'Édimbourg, avec l'intention d'être retenu pour la profession médicale, il n'exercera cependant jamais cette profession.

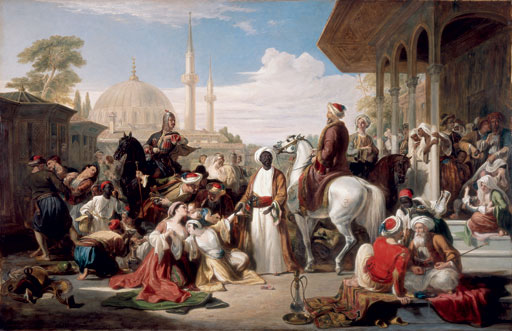
The Slave Market ou The Circassian Slave de William Allan, tableau de 1838 dans lequel l'auteur aurait inclus Nathaniel George Philips (personnage non déterminé).

En 1811 et 1813, doué pour la conversation, il participe aux journées de discours public. Il se distingue très tôt pour son intérêt pour la musique acquérant un niveau d'excellence en tant qu'amateur, ainsi que pour la peinture. En effet, pendant cette période, il fait la connaissance, parmi les brillantes personnalités résidant alors à Édimbourg, (Walter Scott inclus), des peintres Sir William Allan et Charles Lock Eastlake, avec lesquels il se lie d'amitié. Philips voyagera et étudiera avec ce dernier en Italie, ; William Allan aurait inclus un portrait de Philips dans le groupe principal de son tableau The Circassian Slave. Il fait également connaissance d'autres éminents artistes du Collège d'art d'Édimbourg. Grâce à leurs conseils, il adopte finalement l'art comme profession.
Des connaissances acquises auprès de son père et une maîtrise raisonnable lui permettent de parfaire sa formation en vue de sa nouvelle vocation. Il exposera régulièrement, en tant qu'invité à la Royal Academy, de Londres, entre 1819 et 1829,.
En 1819, il réside au 32 Rodney Street à Liverpool, puis de 1822 à 1824 à Chatham Street dans la même ville. En 1822, à Liverpool, il expose ses paysages, marines et scènes de genre.
En 1824, pour compléter sa culture artistique, il se rend en Italie pour trois ans. À Rome, comme son père, il dépense des sommes considérables en mécène des arts et y fait la connaissance des principaux ecclésiastiques qui recherchent sa société, ; il jouit d'une telle réputation pour ses peintures et ses dessins de paysages italiens qu'il a l'honneur d'être choisi à la mort d'Henry Fuseli en 1825, pour occuper sa place de membre à l'Académie de Saint-Luc, une distinction rarement accordée à un Anglais. 
À son retour en Angleterre, il s'établit à Liverpool comme peintre paysagiste professionnel, prend part aux expositions de cette ville et est membre de son Academy. Il y expose des paysages, ainsi qu'à la Royal Manchester Institution. 
Nathaniel George Philips meurt le 1er août 1831 à Liverpool, à peine âgé de trente-six ans et célibataire, dans sa résidence de Rodney Street,. Il est inhumé à Childwall, près de Liverpool. Le 10 octobre 1831 ses possessions, sont offertes à la vente pendant trois jours d’enchères.

## Œuvres

### Gravures
Philips est surtout connu pour une série d'intéressantes eaux-fortes, réalisée avant son voyage en Italie, représentant les vieux châteaux du Lancashire. Cette série comprend vingt-quatre gravures sur cuivre, réalisées avec l'intention d'illustrer l'histoire architecturale des comtés et dont beaucoup ont été magnifiquement exécutées par lui-même à partir de ses propres dessins d'anciennes demeures du Lancashire et du Cheshire. Elles sont publiées en folio en 1822 et intitulées Views in Lancashire and Cheshire of old Halls and Castles, intended as Illustrations to the County Histories, from pictures by N. G. Philips,. En 1893, l'éditeur Henry Gray, spécialiste en généalogie et topographie, les réédite en totalité sous forme de livre, « avec notes descriptives de vingt-quatre collaborateurs locaux » et un mémoire de l'artiste graveur accompagné d'une généalogie de sa famille par W. Morton Philips,.
Selon la biographie publiée en 1896 dans le Dictionary of National Biography, 1885-1900 par Albert Nicholson, son travail est remarquable par sa précision, son audace et sa maîtrise. Un dessin, en sépia, en possession de W. Morton Philips, représente les moulins à vent de Bootle près de Liverpool.

Estampes de la série Views in Lancashire and Cheshire of old halls and castles
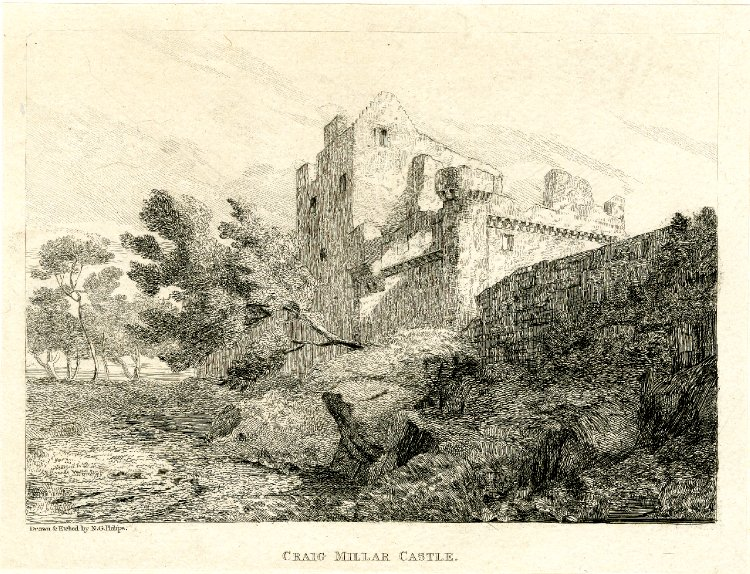
Craig Millar Castle, vue des vestiges du château de Craig Millar, gravure sur chine. 1823, British Museum.
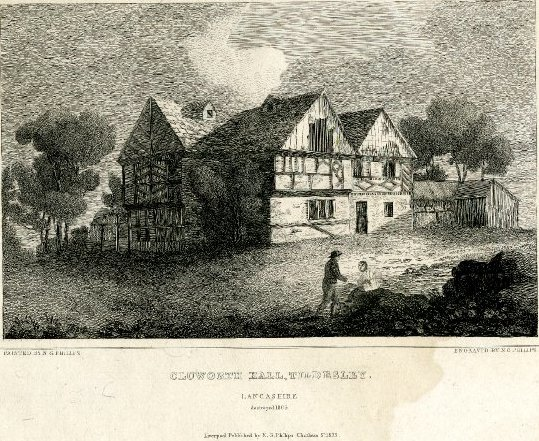
Cluworth Hall, Lancashire, eau-forte sur papier chine collé.1823, British Museum.
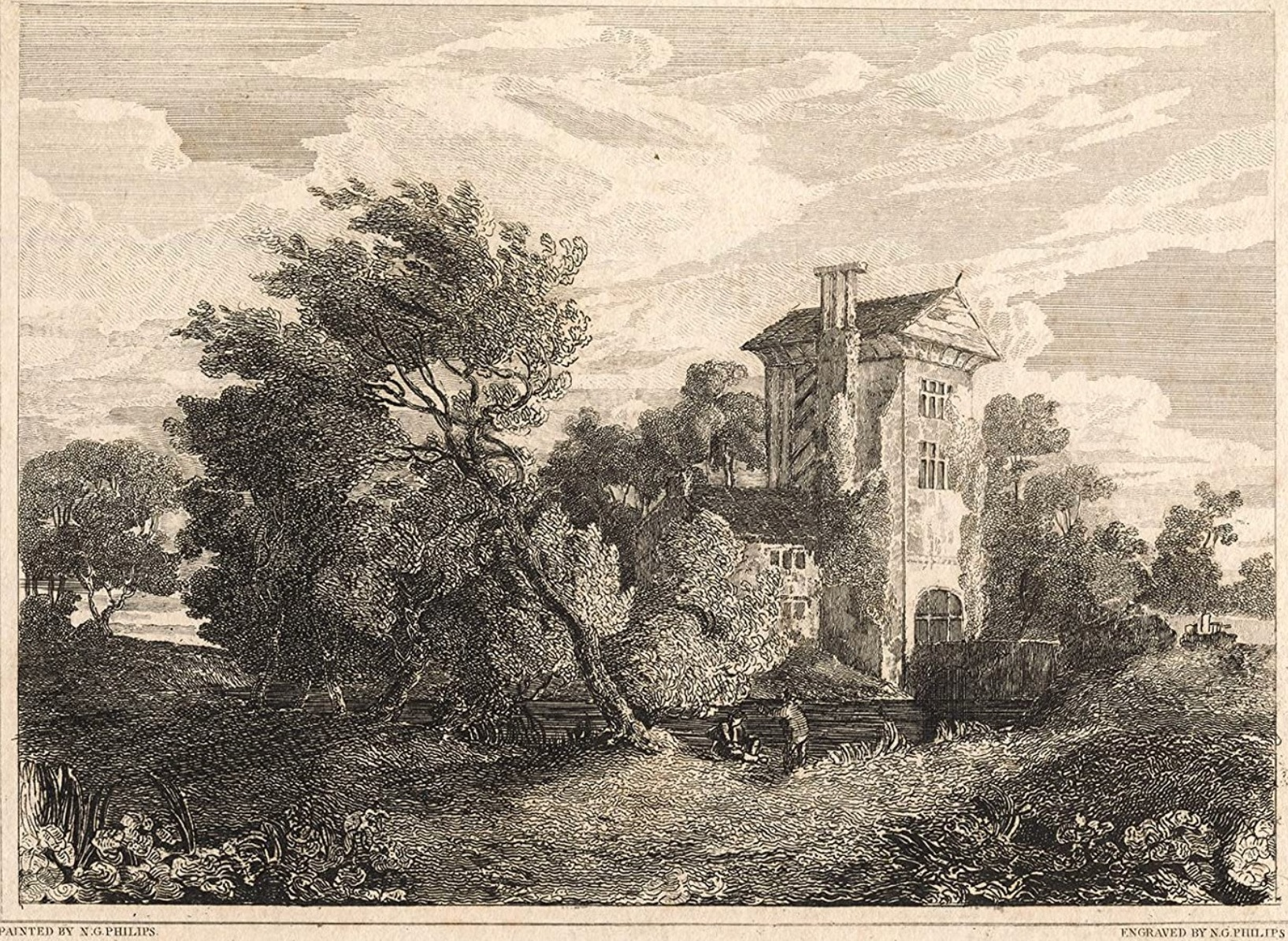
Old Hutt Gatehouse of the Manor of Halewood, ancienne porterie du manoir de Halewood, gravure sur papier vélin1820.

### Portraits
Philips est l'auteur d'une huile sur panneau intitulée Portrait d'un jeune gentleman, assis, un folio sous un bras. On lui doit aussi un portrait de l'acteur Charles Mayne Young offert à la National Portrait Gallery en 1971,.

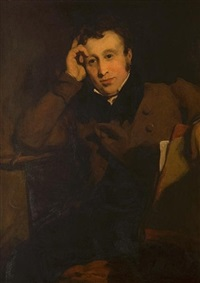
Portrait d'un jeune gentleman, assis, un folio sous un bras, huile sur panneau(91 × 65 cm).
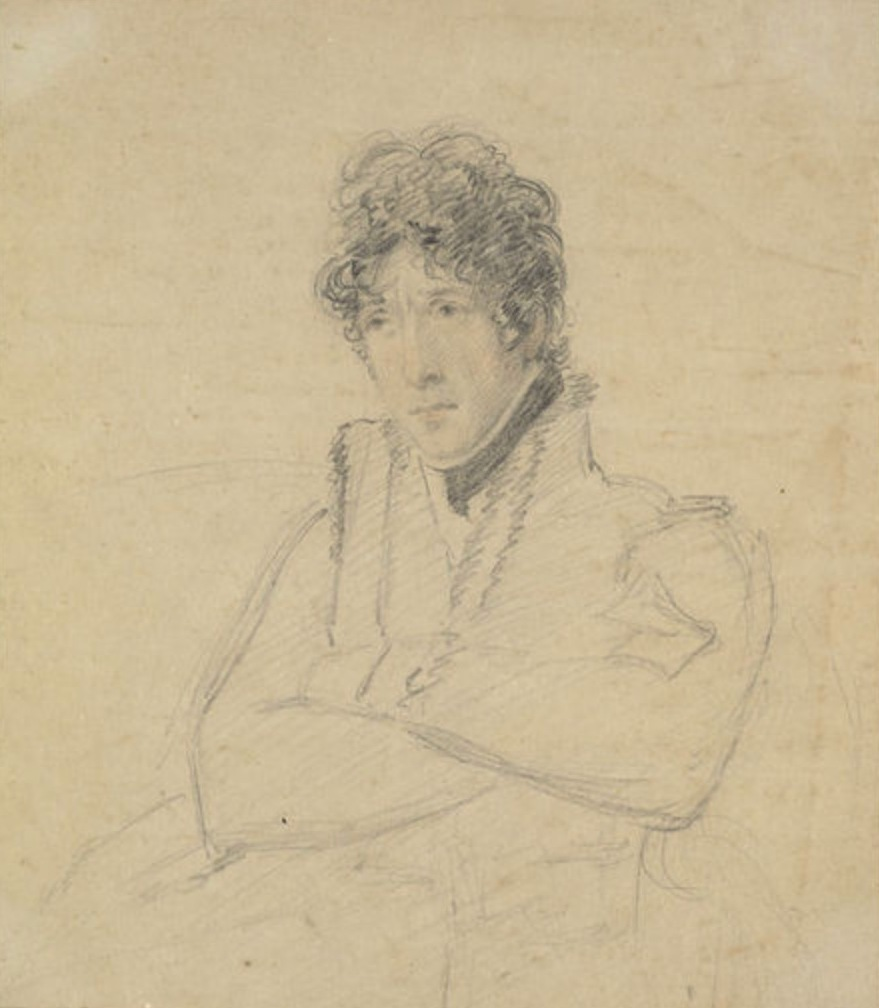
Charles Mayne Young, dessin au crayon avec rehauts de pastel sur papier, présenté sur carte 20,5 × 18 cm), National Portrait Gallery.

## Expositions

### Royal Academy
À la Royal Academy, il expose View on the Moors near New-castletown (1819), View near Naples, on the road to Salerno (1828) et Aqueduct on the road between Caestella Mora and Amafalfi - a party of pleasure surprised by brigands (1829), ce dernier titre évoquant une mésaventure en Italie, lorsqu’un jour attaqué par des brigands, il put se tirer d’affaire en offrant quelques-unes de ses esquisses aux malfaiteurs.

### Liverpool Academy
Il expose en 1831 à la Liverpool Academy of Arts : Berkdale Mill (no 91), Souvenir d'une partie de Monsal Dale, dans le Derbyshire (no 115), Une composition, de l'île d'Ischia (no 177), Temple de Bacchus (no 362) et Un vieux moulin à eau (no 369).

## Publications
- (en) Views in Lancashire & Cheshire of old halls and castles, intended as illustrations to the county histories, Liverpool, N.G.Philips, 1822 (OCLC 644062613).
- (en) N. G. Philips, Esq, A Catalogue of the Collections of Modern Paintings, the production of his own pencil, and that of other favourite artists, valuable lay figures & materials for painting…, Wales & Baines, 1831 (présentation en ligne, lire en ligne) (posthume).